# Ботануко
Ботануко (итал. Bottanuco) је насеље у Италији у округу Бергамо, региону Ломбардија.
Према процени из 2011. у насељу је живело 5121 становника. Насеље се налази на надморској висини од 217 м.

## Становништво
| 1931. | 1936. | 1951. | 1961. | 1971. | 1981. | 1991. | 2001. | 2011. |
| ----- | ----- | ----- | ----- | ----- | ----- | ----- | ----- | ----- |
| 2.274 | 2.231 | 2.407 | 2.566 | 3.049 | 3.565 | 4.004 | 4.567 | 5.176 |